# HV Molenhoek
HV Molenhoek was een Nederlandse hockeyclub uit Molenhoek. De club werd in 1982 opgericht en werd rond 1997 opgeheven.
De club speelde volledig in het donkerblauw op sportpark De Lier waar het beschikte over drie grasvelden, een minigrasveld en een oefenveld van gravel.